# Cheer Up Baby
Cheer Up Baby is een nummer van de Ierse rockband Inhaler uit 2021. Het is de tweede single van hun debuutalbum It Won't Always Be Like This. Het nummer was overigens al enkele jaren eerder geschreven. De eerste uitvoering vond plaats in 2017, op St. Patrick's Day. Cheer Up Baby groeide uit tot een favoriet tijdens live-uitvoeringen.
Het nummer bereikte enkel de hitlijsten in Vlaanderen, waar het de 13e positie in de tipparade pakte. Hiermee was het tot nu toe de grootste hit voor Inhaler in Vlaanderen.

## Compositie
Cheer Up Baby werd geschreven toen de bandleden nog tieners waren. In een interview met NME in 2021 zeiden zij dat het nummer de essentie van hun sound bevat. Cheer Up Baby gaat over iemand die met zichzelf in de knoop zit. Tijdens de coronapandemie kreeg het nummer een dubbele betekenis. Volgens frontman Eli Hewson is Cheer Up Baby een liefdesbrief voor alle fans die zich geïsoleerd voelen tijdens de pandemie.

## Ontvangst
Rik Bontinck van Dansende Beren noemde het nummer "heel wat zwoeler" dan When It Breaks, de eerste single van It Won't Always Be Like This. Bontinck vond het nummer tekstueel eenvoudig en daardoor wat voorspelbaar. De eenvoud wordt volgens hem wel gecompenseerd door "een royale coda".